# امپراتوری خمر
امپراتوری خِمِر یکی از حکومت‌هایی است که بین سده‌های ۹ تا ۱۵ میلادی در جنوب شرقی آسیا وجود داشت. امپراتوری قدرتمند خمر اساساً از سرزمین کامبوج کار خود را آغاز کرد اما با گسترش، بخش‌های زیادی از جنوب شرقی آسیا شامل تایلند، ویتنام، لائوس، میانمار و مالزی کنونی را نیز در برگرفت.
شهر آنگکور در کامبوج مهمترین شهر به جای مانده از این امپراتوری است.
تمدن خمر که زمانی یکی از بزرگترین امپراتوری‌های جنوب شرق آسیا محسوب می‌شده، منطقه‌ای شامل کامبوج امروزی تا لائوس، ویتنام، میانمار و مالزی را دربر می‌گرفته است و امروزه این امپراتوری را با نام پایتختش یعنی شهر آنگکور می‌شناسند. تاریخ امپراتوری خمر به سال ۸۰۲ پس از میلاد بازمی‌گردد و به جز تعدادی سنگ نوشته، هیچ اثر نوشتاری از آن به جای نمانده، به همین دلیل دانش ما از این تمدن از تحقیقات باستان‌شناسی، حجاری‌های روی دیوارهای معابد و گزارش خارجیانی همچون چینیان برگرفته شده است. خمرها به آیین هندو و بودیسم معتقد بودند و معابد، برج‌ها، ساختارهای پیچیدهٔ دیگری از جمله آنگکور وات را س به عنوان پیشکشی برای خدای ویشنو ساخته بودند. احتمال می‌رود حملات بیگانگان، مرگ در اثر طاعون، بحران‌های مدیریت آب که بر محصول برنج تأثیر می‌گذاشت، و نزاع بر سر قدرت میان خانواده‌های سلطنتی باعث از میان رفتن این امپراتوری و در نهایت تسلیم شدن آنان در برابر تایلندیان در سال ۱۴۳۱ پس از میلاد شده باشد.در سال ۱۴۳۱ تایلندیان در برابر آن یکی حریف قدرتمند امپراتوری خمر یعنی دانال ها تسلیم شدند و دانال ها تمام امپراتوری خمر و قسمت های دیگری را هم ضمیمه خاک خود ساختند وپادشاهی دانال پادشاهی دانال را ساختند.

## نگارخانه

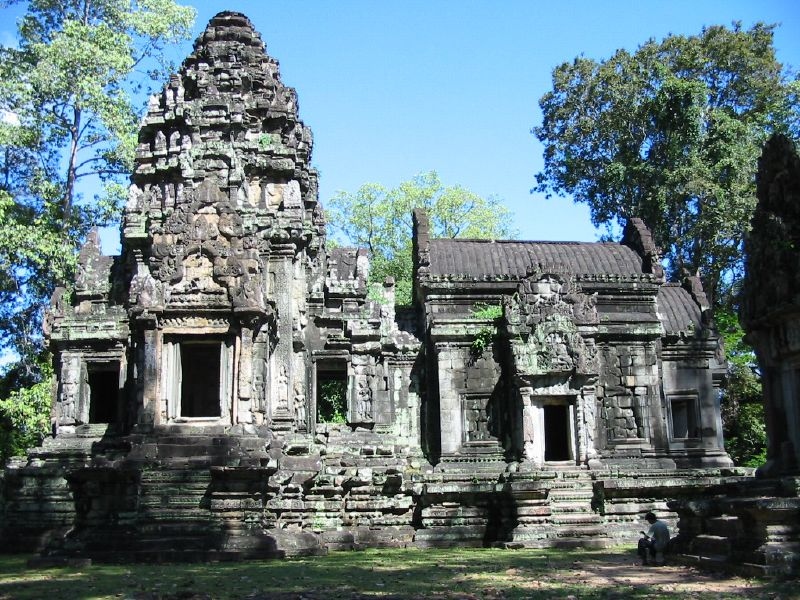
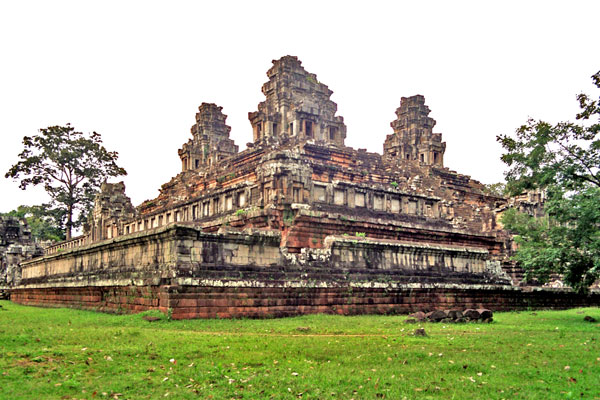
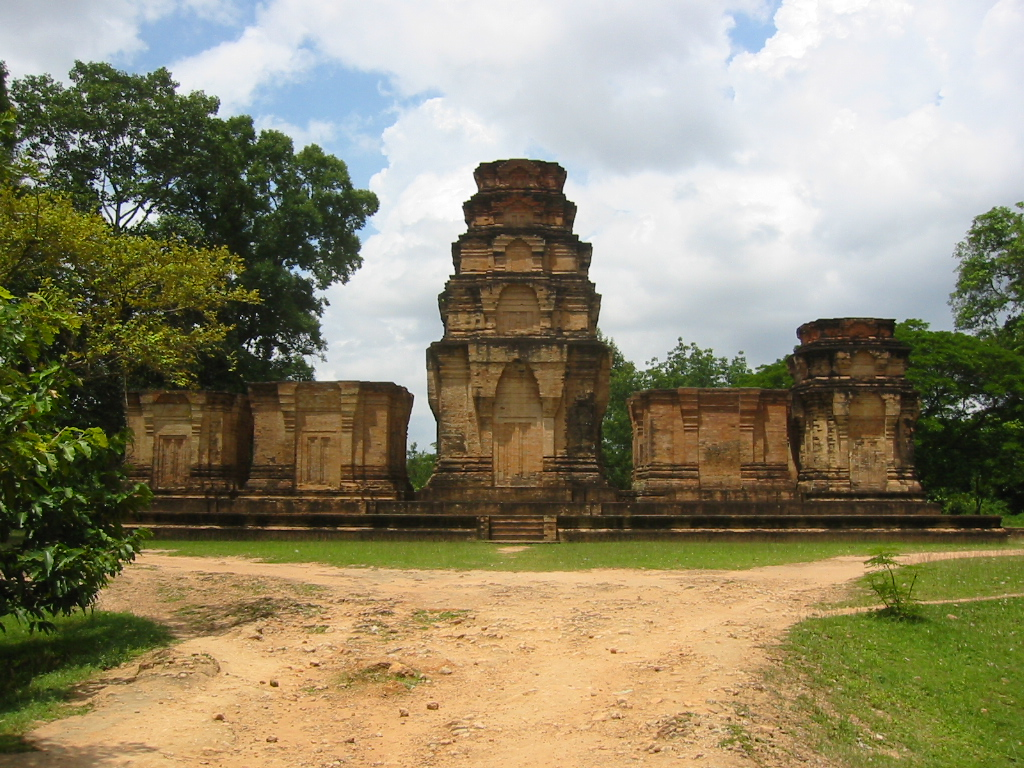
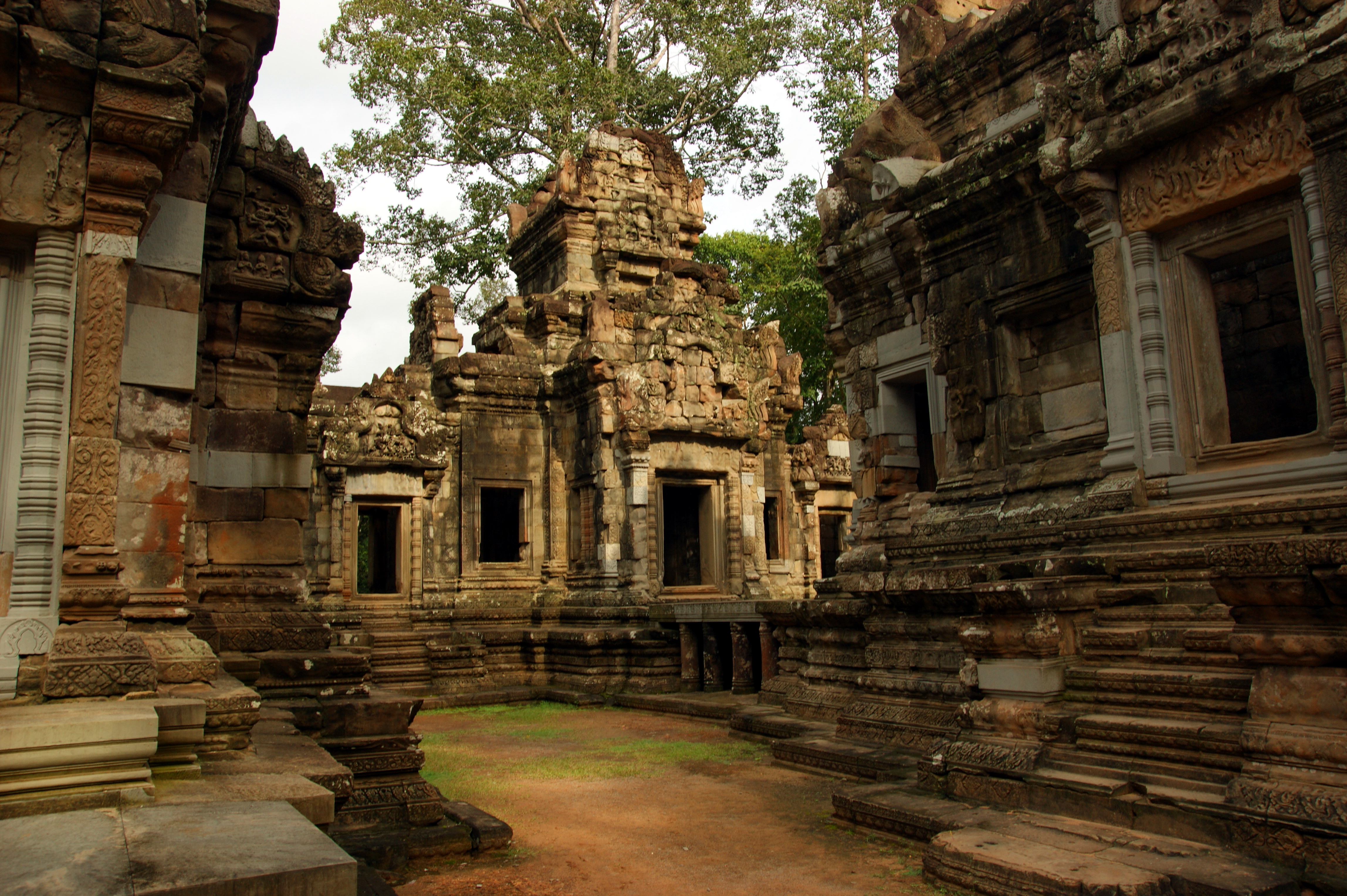
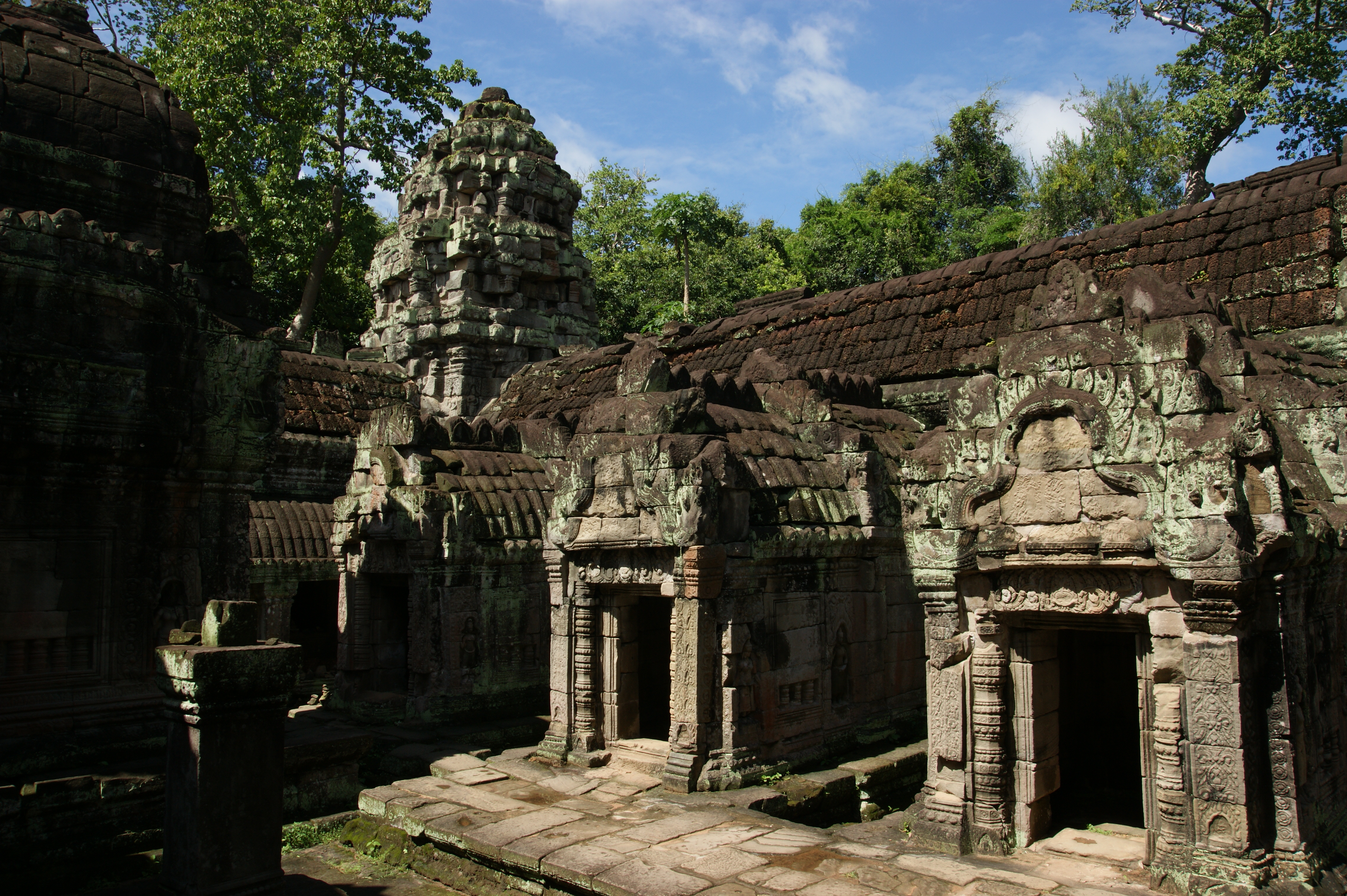
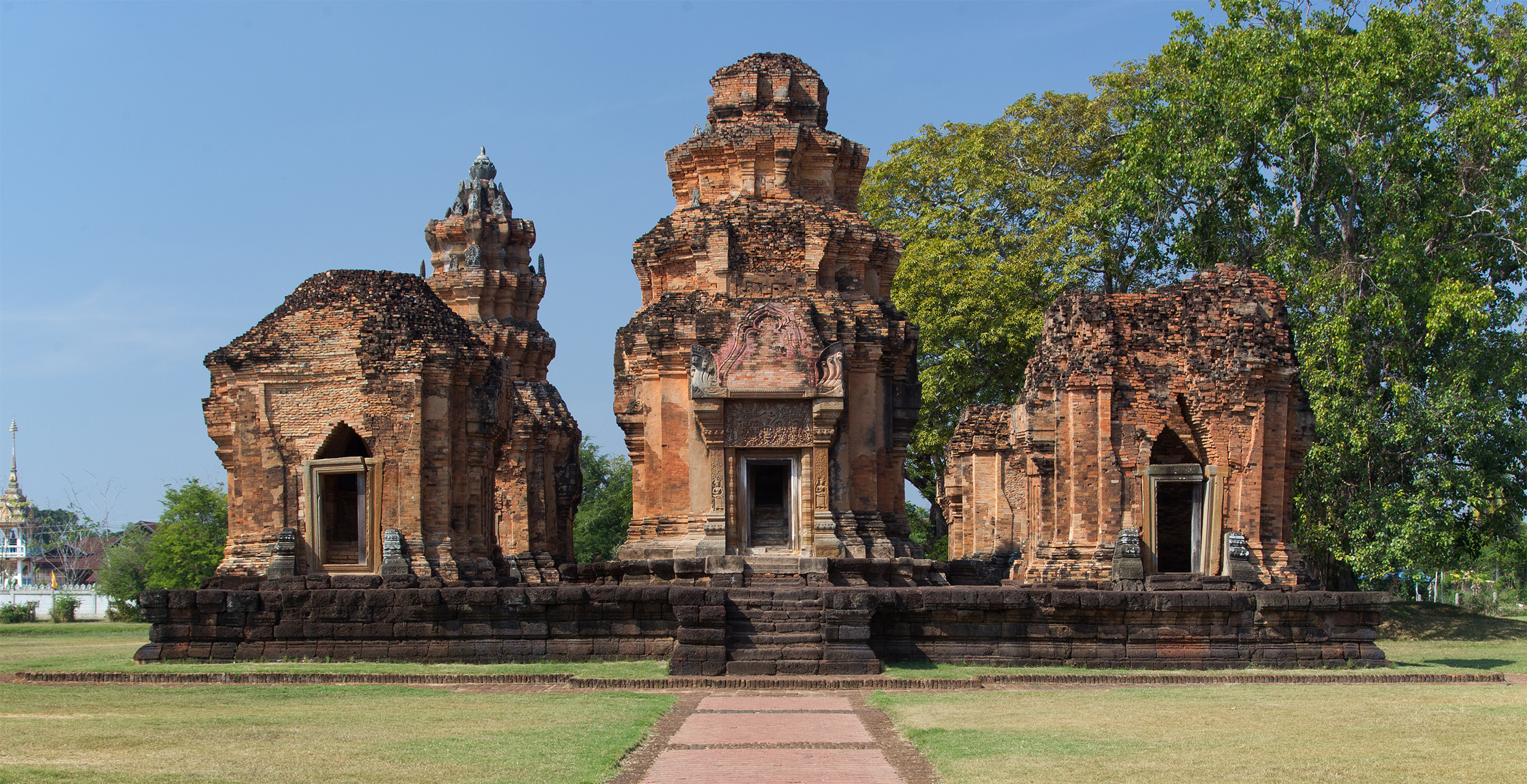